# Hypoestes corymbosa
Hypoestes corymbosa är en akantusväxtart som beskrevs av John Gilbert Baker. Hypoestes corymbosa ingår i släktet Hypoestes och familjen akantusväxter. Inga underarter finns listade i Catalogue of Life.